# Beehive Mountain, Alberta
Beehive Mountain är ett berg i Kanada.   Det ligger i provinsen Alberta, i den södra delen av landet, 2 900 km väster om huvudstaden Ottawa. Toppen på Beehive Mountain är 2 895 meter över havet, eller 261 meter över den omgivande terrängen. Bredden vid basen är 1,4 km.
Terrängen runt Beehive Mountain är huvudsakligen kuperad.Trakten runt Beehive Mountain är nära nog obefolkad, med mindre än två invånare per kvadratkilometer.. Närmaste större samhälle är Elkford, 15,5 km väster om Beehive Mountain.
Trakten runt Beehive Mountain består i huvudsak av gräsmarker.